# Tom Tailor
«Tom Tailor» — немецкая вертикально-интегрированная компания, выпускающая повседневную одежду. Основана в 1962 году в Гамбурге Хансом Генрихом Пюньером. Специализируется в основном на одежде и аксессуарах средней ценовой категории для мужчин, женщин, молодёжи и детей. Основные рынки сбыта для компании — Франция, Германия, Австрия, Швейцария и страны Бенилюкс.

## История компании
В 1962 году Ханс Генрих Пюньер основал компанию Henke&Co. Изначально единственным продуктом компании были мужские клетчатые рубашки. Впоследствии Пюньер понял, что для бренда нужно название, которое бы ассоциировалось у покупателей с недорогой, но качественной и красивой одеждой. Отсюда и появилось название «Tom Tailor» (англ. «Портной Том»).
В дальнейшем ассортимент выпускаемой продукции расширялся и компания начала предлагать своим покупателям широкий спектр товаров — от нижнего белья до верхней одежды. Однако этот процесс шёл достаточно долго: свою первую коллекцию спортивной одежды Tom Tailor смогла представить лишь в 1979 году.
В 1980-х годах под брендом Tom Tailor стали выпускаться и некоторые женские и детские вещи. Продукция компании ещё достаточно долгое время продолжала распространяться в основном через крупные торговые центры: первый собственный магазин Tom Tailor появился только в 1994 году. Поскольку опыт сбыта продукции через такие магазины был сочтён успешным, то в дальнейшем их количество стало неуклонно расти. В 1995 году появилась первая полноценная коллекция одежды для мальчиков Tom Tailor Boy, а чуть позже — в 1997 году — и для девочек (Tom Tailor Girls). В 1999 году увидела свет коллекция женского белья Tom Tailor Woman. Также компания обзавелась собственными брендированными коллекциями ароматов и подростковой джинсовой одежды Tom Tailor Denim. В 2002 году появилась линия одежды для маленьких детей Tom Tailor Mini. В 2006 году контрольный пакет акций компании был приобретён немецким инвестиционным фондом Alpha. В 2007 году были запущены две коллекции молодёжной одежды: Tom Tailor Denim Male (для мужчин) и Tom Tailor Denim Female (для женщин). В 2008 году произошла полная интеграция системы дистрибуции в Германии, Австрии, Швейцарии и странах Бенилюкс. Компания вышла на французский рынок вместе со своим партнёром Galeries Lafayette.
По данным на 2009 год продукция компании распространялась через 87 собственных магазинов, 201 магазин, открытый по франчайзингу, а также 3 интернет-магазина в Германии, Австрии и Голландии.
В 2010 году состоялось IPO компании на Франкфуртской фондовой бирже.
В 2012 году в честь своего пятидесятилетия компания выпустила праздничную линию одежды Tom Tailor Denim под названием «5 десятилетий денима». Каждая модель отражает стиль определённого десятилетия — с 1960-х годов и до 2000-х. Кроме того, к юбилею Tom Tailor выпустила серию футболок с изображениями Джими Хендрикса, The Doors и The Rolling Stones с QR-кодами, позволяющими скачивать на мобильный телефон их музыку. В августе 2012 года Tom Tailor приобрёл торговую сеть марки Bonita. Таким образом, компания стала седьмым по величине производителем модной одежды в Германии.

## Модельный ряд
Модельный ряд компании состоит из 5 основных линий одежды:
- Men Casual (мужская одежда)
- Women Casual (женская одежда)
- Kids & Minis (детская одежда)
- Denim Male (одежда для юношей)
- Denim Female (одежда для девушек)

Для каждой линии бренд выпускает по 12 (Kids & Minis по 6) коллекций одежды в год.